# Pimpla caucasica
Pimpla caucasica är en stekelart som beskrevs av Dmitriy R. Kasparyan 1974. Pimpla caucasica ingår i släktet Pimpla och familjen brokparasitsteklar. Inga underarter finns listade i Catalogue of Life.